# Wendy Whitebread
Wendy Whitebread (voluit: Wendy Whitebread, Undercover Slut) is een notoire strip voor volwassenen in comic vorm uit de Verenigde Staten van Amerika, die pornografisch en vrouwonvriendelijk van aard was. Het werd geschreven, getekend en geïnkt door Don Simpson onder het pseudoniem "Anton Drek", en gepubliceerd door Eros Comics, een onderdeel (een zogeheten imprint) van Fantagraphics in 1990.
Er werden van de strip maar twee nummers van uitgegeven. De strip werd veel aangevoerd als een voorbeeld van een strip die te ver ging.

## Samenvatting
"Wendy Joins the Force"
Het hele verhaal speelt zich af in de fictieve stad Avondale in Michigan. Wendy slaagt als beste van haar klas aan de Avondale Police Academy. Ze treedt toe tot de zedenpolitie en is actief als nep-prostituee om hoerenlopers en dergelijke te arresteren. Ze krijgt assistentie van vijf Untouchables: Lin, Lea, Kate,Sylvie en Franchesca. Politieman Paul Pureheart wordt verliefd op haar en wordt om haar aandacht te krijgen Mr. Misogyny, een serieverkrachter, nadat Wendy zijn slachtoffer is geworden, stelt hij haar voor met hem te trouwen, dit terwijl Wendy's collega's toekijken. Wendy stemt toe, ze trouwen en Pureheart lijkt ongestraft te blijven.
In het tweede deel probeert Paul Wendy met een prostituee te bedriegen, maar wordt in plaats daarvan doodgeschoten. De collega's komen langs om Wendy te troosten wat op een orgie uitloopt, daarna wordt Paul begraven en wordt gesuggereerd dat Wendy's vrouwelijke chef captain Prunella de moordenaar van Paul is.